# خليل عكاش
خليل مصطفى عكاش (1941م -) شاعر وأديب ومثقف من جبل عامل، وُلد في بلدة الدوير العاملية، إحدى قرى قضاء النبطية في لبنان. عمل في الحقل الصحافي والنشر وأسس دار الغد العربي للطباعة والنشر والتوزيع، وأصدر مجلة الغد عام 1989م.

## ولادته سيرته
- تلقى علومه الأولى في بلدته.
- انتقل إلى الكلية العاملية في بيروت ومعهد ابن سينا حيث تابع المرحلة المتوسطة والثانوية.
- درس الحقوق في الجامعة اللبنانية ونال إجازة فيها.[2]
- درس اللغة العربية وآدابها.
- عمل في الحقل الصحافي والنشر، وقد أسس دار الغد العربي للطباعة والنشر والتوزيع في عام 1983م.[3]
- أصدر مجلة الغد عام 1989م.
- عضو الهيئة العامة في المجلس الثقافي للبنان الجنوبي.
- عضو نقابة الناشرين اللبنانيين.
- شارك في مهرجانات عديدة في لبنان وخارجه.

## إصداراته

### الدواوين
تتنوع مواضيع شعره بين الحبّ والحرب والوجدانيات، يكتب القصيدة العامودية وزنًا وقافيةً وقصيدة التفعيلة، ومن دواوينه: 
1. أسميك الأميرة في النساء، شعر 1974م، دار الغد العربي.
2. رياضيات في العشق، شعر 1979م، دار الغد العربي.
3. نشيد الريف، شعر 1981م، دار الريحاني.
4. تقاسيم على الجراح، شعر 1985م، دار الغد العربي.
5. من كروم النصر، شعر 2010م، اتحاد الكتاب اللبنانيين.
6. لست وحيداً في الميدان، شعر 2017م، دار الفارابي.[4]
7. غزل الرياح، شعر 2017م، دار الفارابي.
8. مرايا المجد، شعر 2018م، دار الفارابي.
9. نشيد إلى بيروت، دار الفارابي.
10. قصائد مسافرة بين الوطن والمنفى
11. درس سريالي.
12. محراب الحال.
13. أغنيات الفجر.
14. موسوعة الشمس.
15. أناشيد السفر.
16. كتاب الهوى.

### كتابات
- صفحات مضيئة، دراسة.
- على طريق الأدب، دراسة في الأدب والحداثة.
- رواية بعنوان «الدكتورة نيرينا».

### قصص للأطفال
1. نشيد الفلاح
2. نشيد الديك